# قصر المشتى

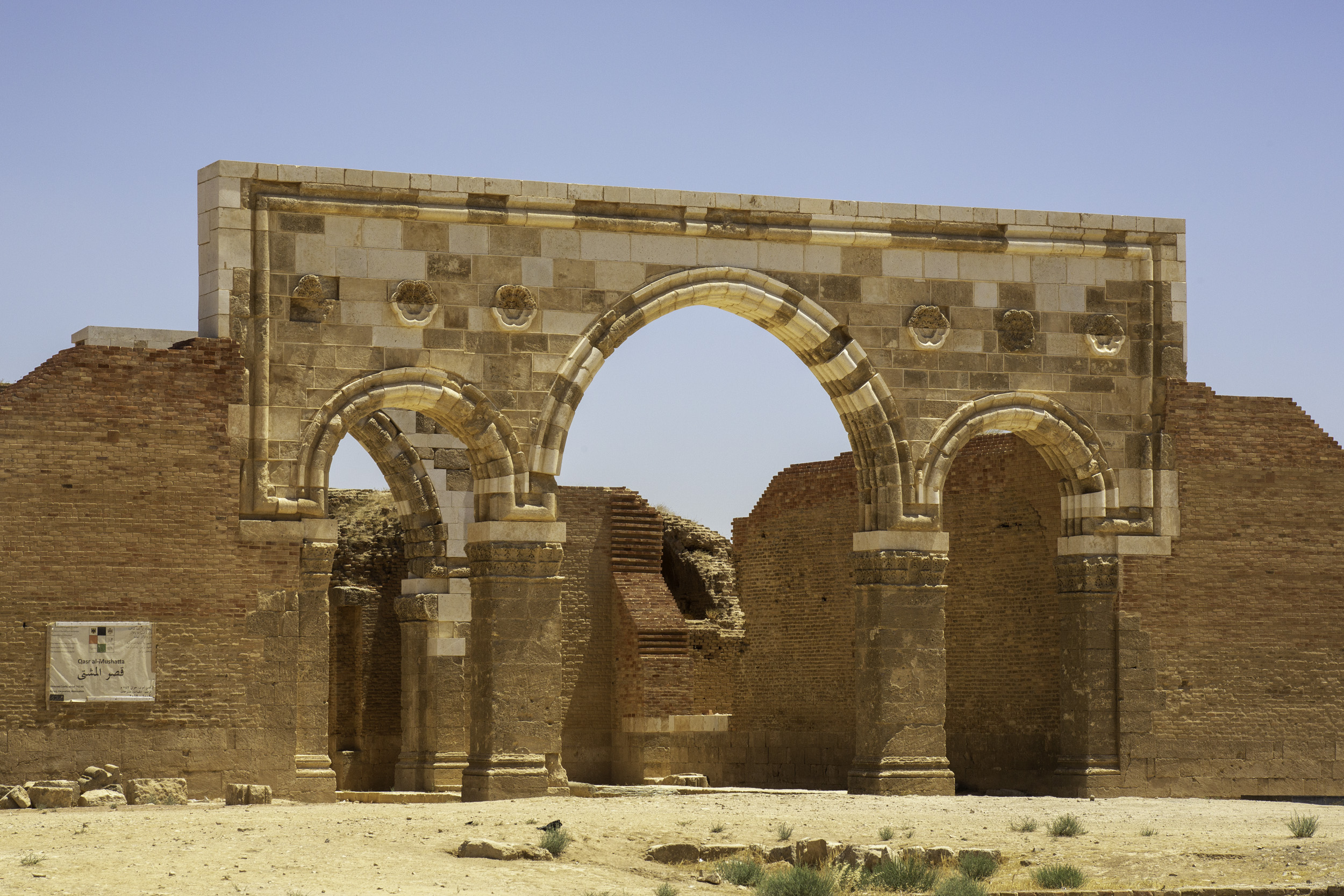
صورة تظهر مدخل القصر

قصر المُشتّى هو أحد القصور العربية التي بناها الأمويون في الشام. يقع القصر على مسافة 32 كم جنوب شرق مدينة عمّان. بناه الخليفة الأموي الوليد بن يزيد عام 744 م. ويحيط بالقصر سور مربع طوله 144 متراً فيه 25 برجاً دائرياً، عدا برجي المدخل فهما بشكل نصف مثمن ويقع القصر في الأردن في لواء الجيزة. قام السلطان العثماني عبد الحميد في عام 1903 ميلادي بإهداء زخارف القصر إلى إمبراطور ألمانيا فيلهلم الثاني وهذا هو سبب وجود زخارف الواجهة في ألمانيا.

## تاريخه
هناك عدد من القلاع والقصور في سوريا والأردن وفلسطين ولبنان و فلسطين تعود إلى عصر الدولة الأموية، أو ما يسمى ب "قلاع الصحراء". قصر المشتى من أعظم الأمثلة. يبدو أن لديه عددًا من المهام، ربما بما في ذلك السيطرة السياسية والعسكرية على المنطقة المحلية، والمتعة في شكل الصيد.[بحاجة لمصدر]
في عام 1964 تم العثور على لبنة في المشتى عليها نقش كتبه سليمان بن كيسان Sulaiman ibn Kaisan. من المعروف أن قيسان عاش ما بين 730 و 750 م، مما يعطي مزيدًا من الأدلة على النظرية القائلة بأن الخليفة الوليد الثاني أمر بالبناء. كان أول من أربعة فترات قصيرة من الخلفاء بين 743 و 750 ، وبعد ذلك جاءت السلالة العباسية إلى السلطة ونقل العاصمة من دمشق بالقرب من القصر إلى بغداد. إذا لم يكن العمل قد تم التخلي عنه بالفعل، فلا شك أنه كان في تلك المرحلة.

## الموقع
يقع قصر المشتى على بعد 30 كم جنوب مدينة عمان ويُعتقد أن الذي بناه هو الوليد بن يزيد الثاني بن عبد الملك عام 743( - 744 م) (وقد يكون هذا أحد أسباب عدم اكتمال بنائه). وتذكر المصادر التاريخية أن الوليد بن يزيد الثاني كان منفياَ من بلاط الخلافة عندما كان أميراَ، وقد استقر في البادية الأردنية بالقرب من واحة الأزرق، وينسب إليه بناء قصير عمرة.

## البناء
بنيت جدران القصر من الطوب المشوي كقصر طوبة ويحيط به سور مربع الشكل بني من الحجارة الجيرية، طول ضلعه 150 مترا تقريباَ، وفي السور 25 دعامة نصف دائرية لزيادة التماسك بين أجزائه، وتبلغ المساحة الكلية للموقع داخل السور 22 دونما تقريباَ. يقع قصر المشتى على بعد 30 كم جنوب مدينة عمان ويُعتقد أن الذي بناه هو الوليد بن يزيد الثاني بن عبد الملك عام 743( - 744 م) (وقد يكون هذا أحد أسباب عدم اكتمال بنائه). وتذكر المصادر التاريخية أن الوليد بن يزيد الثاني كان منفياَ من بلاط الخلافة عندما كان أميراَ، وقد استقر في البادية الأردنية بالقرب من واحة الأزرق، وينسب إليه بناء قصير عمرة.
يقسم القصر إلى ثلاثة أجنحة، الجناح الأوسط مقسم بدوره إلى ثلاثة أقسام هما القسمان الشمالي والجنوبي ويضمان الأبنية الرئيسية، أما القسم المتوسط في الجناح الأوسط فهو يشكل صحن مكشوف. كان الجناح الشمالي مقراً للخليفة أما الجناح الجنوبي فهو ممرات وغرف ومسجد، ومنه ينفتح المدخل الوحيد الذي تزينه من الخارج واجهة مزخرفة.
ومن معالم قصر المشتى من الناحية الفنية هي الزخارف المحفورة في الحجر الجيري في الواجهة القبلية التي يقع بها المدخل. ونقلت تلك الواجهة إلى قسم الفنون الإسلامية بمتحف بيرغامون، ويُلاحظ في قصر المشتى وجود بعض العناصر الفنية التي تشبه زخارف قبة الصخرة.[بحاجة لمصدر]

### واجهة القصر

مخطط قصر المشتى - دائرة الاثار العامة

تشكل الواجهة  جزءاً من واجهة القصر الخارجية على جانبي المدخل في مبنى القصر، وقد كان هذا الجزء الجنوبي من السور، المربع والواقع بين برجين مستديرين، هو الجزء الوحيد المزود بنقوش زخرفية على شكل شريط متعرج ومستمر على مسافة 47م في الأصل. وكان هذا الشريط محاطاً بقاعدة وحواف. وقد نقشت أشكال وردية كبيرة في المثلثات التي يشكلها الشريط المتعرج. أما الأرض فهي مغطاة بأغصان كرمة تخرج من أحواض. وتحتوي المثلثات في نصف الواجهة اليساري على نقوش لحيوانات مختلفة وحيوانات أسطورية كالطيور والأسود والغِرفين وتنين طاووسي الشكل (سيمورغ) وكذلك أيضاً على رسم مشخص خرافي نصفه الأسفل على شكل فرس. وتجتمع كل هذه المخلوقات في جو فردوسي مسالم، وأغلبها تجلس منتعشة على ماء الأحواض الكبيرة. ويبدأ عند برج المدخل الأيمن تغيير في البرنامج حيث تتراجع المخلوقات الحية لصالح زخارف نباتية صغيرة، حيث تملأ القاعدة أغصان متعرجة تخرج من مزهريات أومن كؤوس الأوراق. ويبدو هذا التغيير مبرراً إذا أخذنا جامع القصر الواقع خلفها بعين الاعتبار. لأن الصور كانت ممنوعة في ذلك الوقت في المساجد. أما مثلثات الجانب الأيمن، التي لم تنقل إلى برلين في عام 1903، فقد بقيت في مكانها آنذاك وتعرضت للتلف منذ ذلك الوقت.

### قاعة العرش
تتألف قاعة العرش في قصر المشتى من بهو بازيليكي كبير ينتهي بصدفية مثلثة تشكّل عنصراً هندسياً زخرفياً في تصميم يتخذ شكل وريقات النفل الثلاث ويفترض أن تغطيها قبة. يتقدم القاعة رواق ثلاثي مقنطر كبير يذكّر بأقواس النصر الرومانية ويضيف بأجنحته الكنسية الثلاثة قيمة على تصميمها. تذكّر الصرامة في تزيين هذه الواجهة التي تتشكّل من ناتئات ومن ست وريدات فحسب ببعض الكنائس السورية مثل قلعة سمعان العمودي التي يعود تاريخها إلى أواخر القرن الخامس. التصميم البازيليكي ليس تقليداً جديداً في العالم المتوسطي، فهو يعود إلى بازيليكيات الإمبراطورية الرومانية. وسريعاً ما جرى تكييفه للاستعمال الديني في الكنائس المسيحية القديمة، انطلاقاً من إنموذج بازيليكا القديس بطرس التي شيّدها قسطنطين العام 324 في روما.
[وأثبت العلماء أنّ قصر المُشتَّى في شرق الأردن قد نَقل الزّخارف القبطيّة، والتّخطيط المعماري الخاصّ بالدّير الأحمر، والدّير الأبيض بسوهاج]
أقباط بيت المقدس، ص ٤٧
تأليف عبد الحميد محمود أبو النصر
سلسلة دائرة المعارف الفلسطينية
بنك معلومات القدس (٢)

## واجهة القصر في ألمانيا

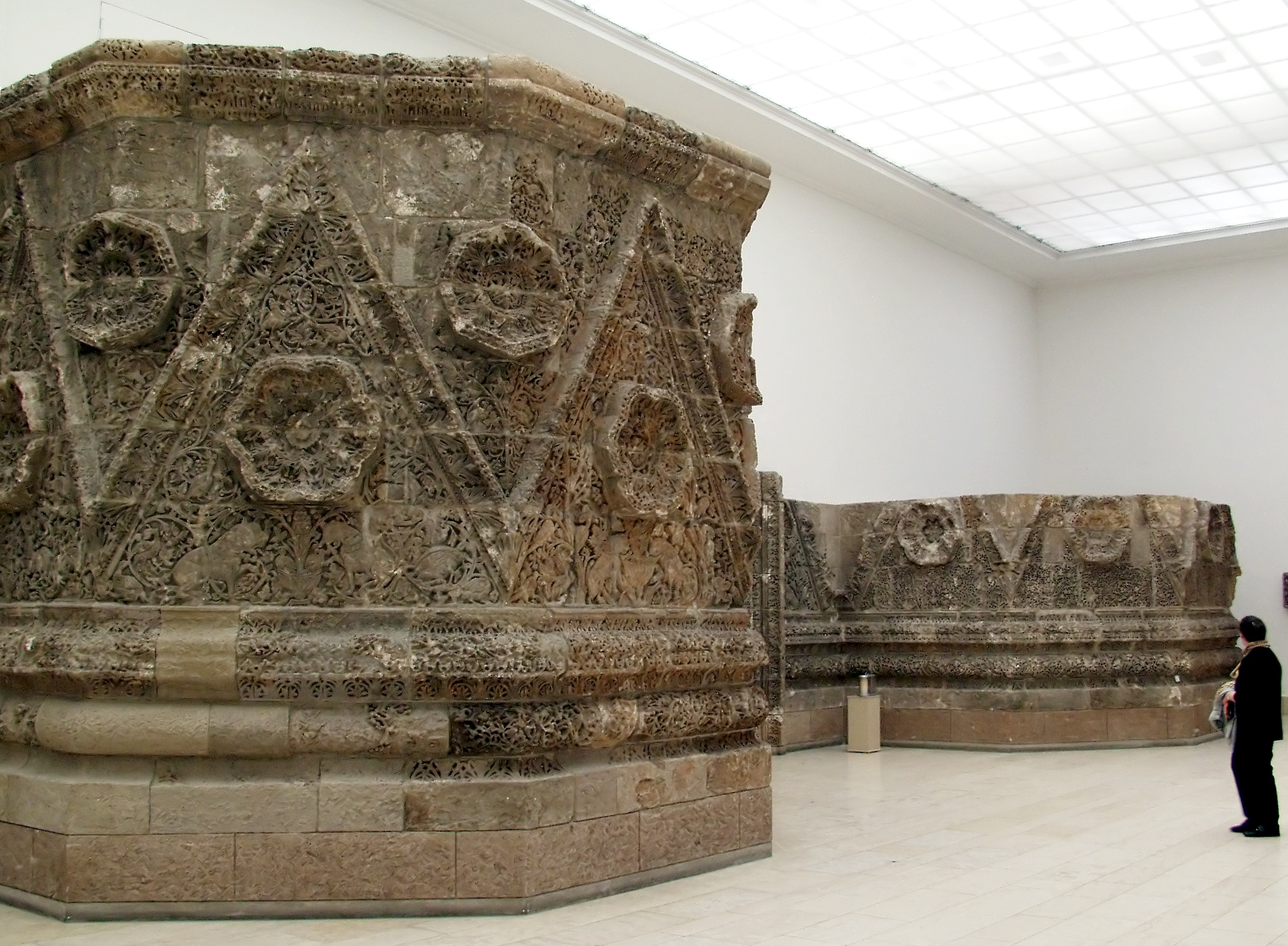
واجهة قصر المشتى المحفوظة بقسم الفنون الإسلامية بمتحف بيرغامون ببرلين، ألمانيا.

ان أجمل ما في القصر هو الزخارف المحفورة في الحجر الجيري في الواجهة القبلية التي يقع بها المدخل. ونقلت تلك الواجهة إلى قسم الفنون الإسلامية بمتحف بيرغامون ببرلين، ألمانيا. ونرى في قصر المشتى بعض العناصر الفنية التي تشبه زخارف قبة الصخرة.
سبب وجودها في ألمانيا هي قيام السلطان العثماني عبد الحميد في عام 1903 م بإهداء زخارف القصر التي اكتشفت عام 1840 إلى قيصر ألمانيا ويليام الثاني وهذا هو سبب وجود زخارف الواجهة في ألمانيا، كتقدير لجهود قيصر ألمانيا في دعم بناء سكة الخط الحديدي الحجازي، والذي هدف لايصال وربط عاصمة الخلافة العثمانية اسطنبول بمكة المكرمة. على مدى عشرات السنين وجه مثقفون ومختصون أردنيون في التاريخ والآثار نداءات لاستعادة كنوز الأردن الأثرية التي خرجت بطرق عديدة، لاسيما زمن الدولة العثمانية، منها المطالبة باستعادة واجهة قصر المشتى من متحف الفن الإسلامي ببرلين،

## دراسات حول قصر المشتى
نال قصر المشتى العديد من الدراسات من باحي الاثار والتي منها:
- Bisheh, G., «Al Mshatta in the Light of a Recently Found Inscritpion», in. Studies in the history and archaeology of Jordan, III, Amman: department of Antiquities, 1987
- Creswell, K.A.C., Early muslim architecture, I, 2, New-York  Hacker art Books, 1979. (2de ed.). pp.578 – 606
- Grabar, O., «Al-Mushatta, Baghdad et Wasit», in. The world of Islam, studies in honour of P.K. Hitti, London: RB Winder, 1959. pp.99 – 108
- Hillenbrand, R., «Islamic Art at the Crossroad, East versus West at Mshatta», in. Essays in islamic art and architecture, Malibu: ed. Daneshvari, 1981
- Kühnel, E., «Some Notes on the Facade of Mshatta», in Studies in islamic art and architecture in honour of Pr KAC Creswell, Cairo, 1965

## معرض الصور

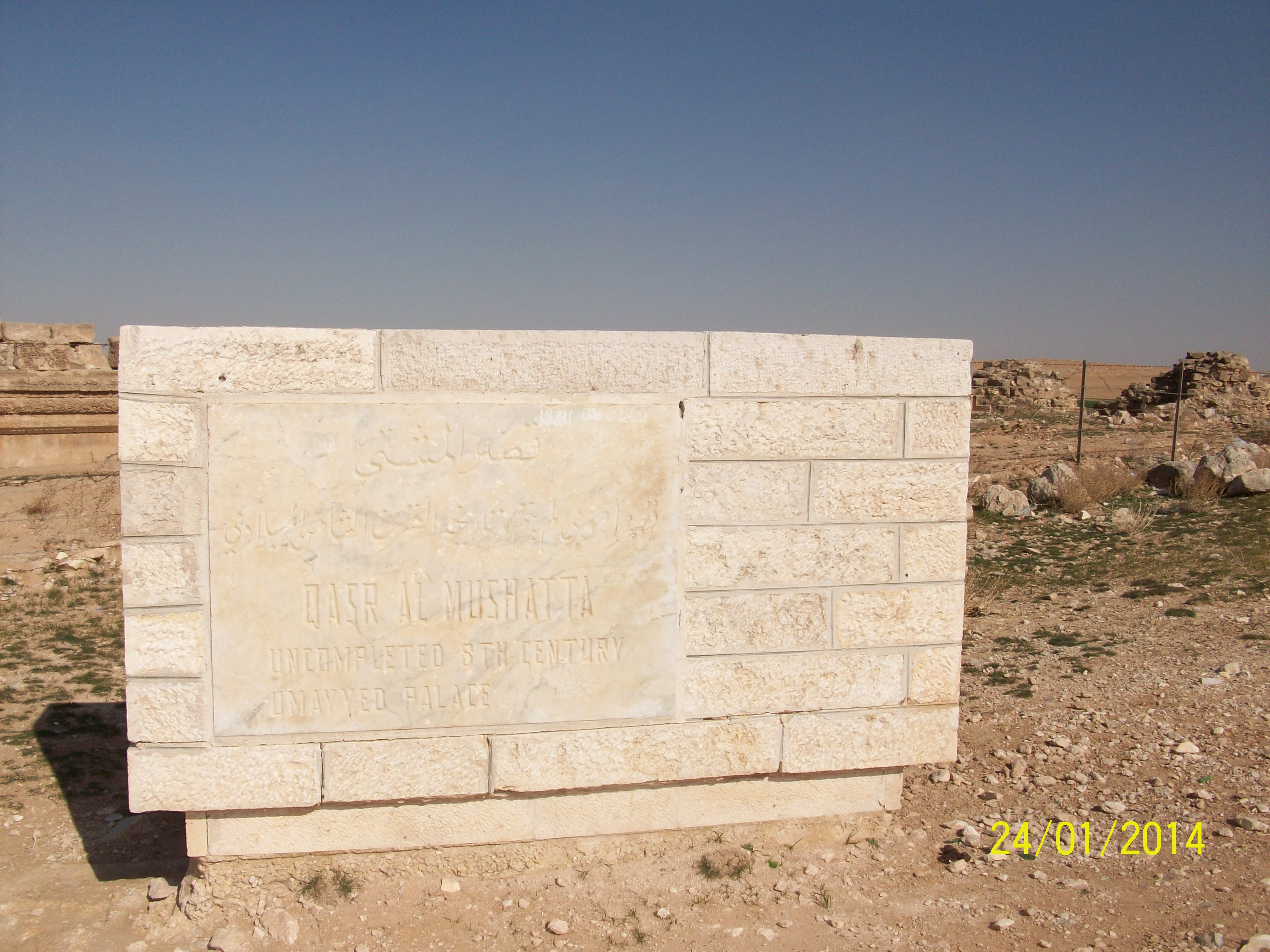
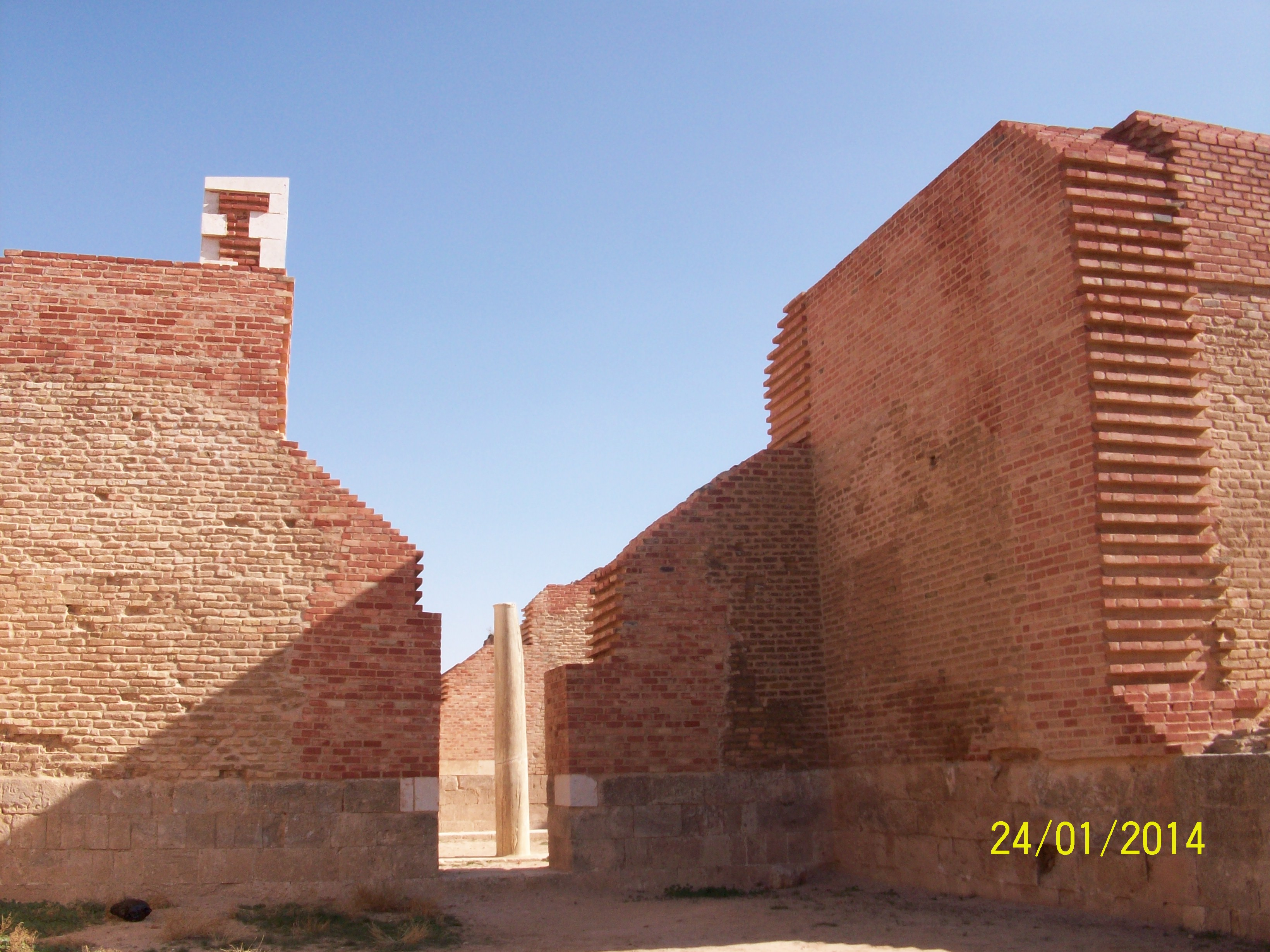
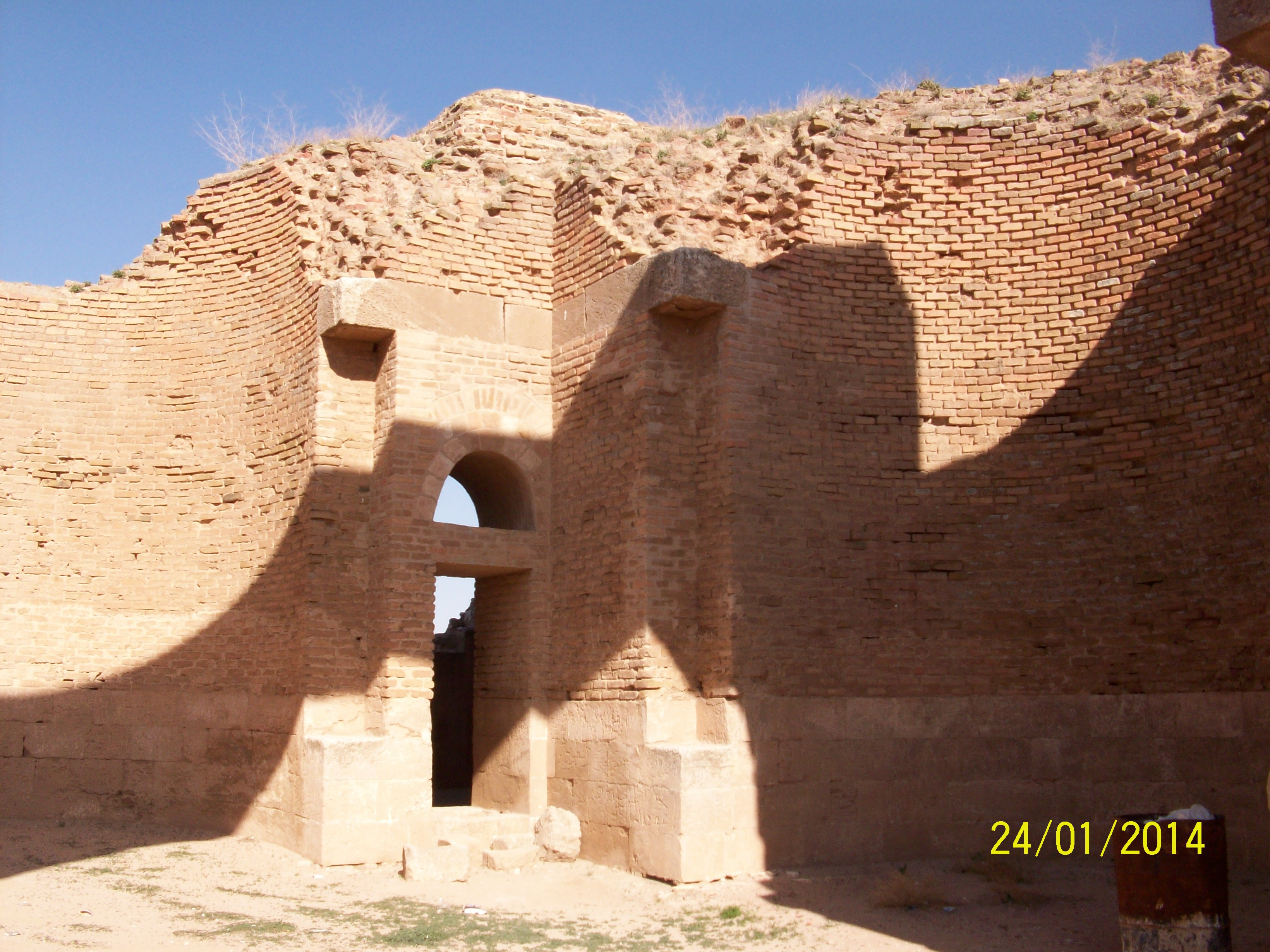
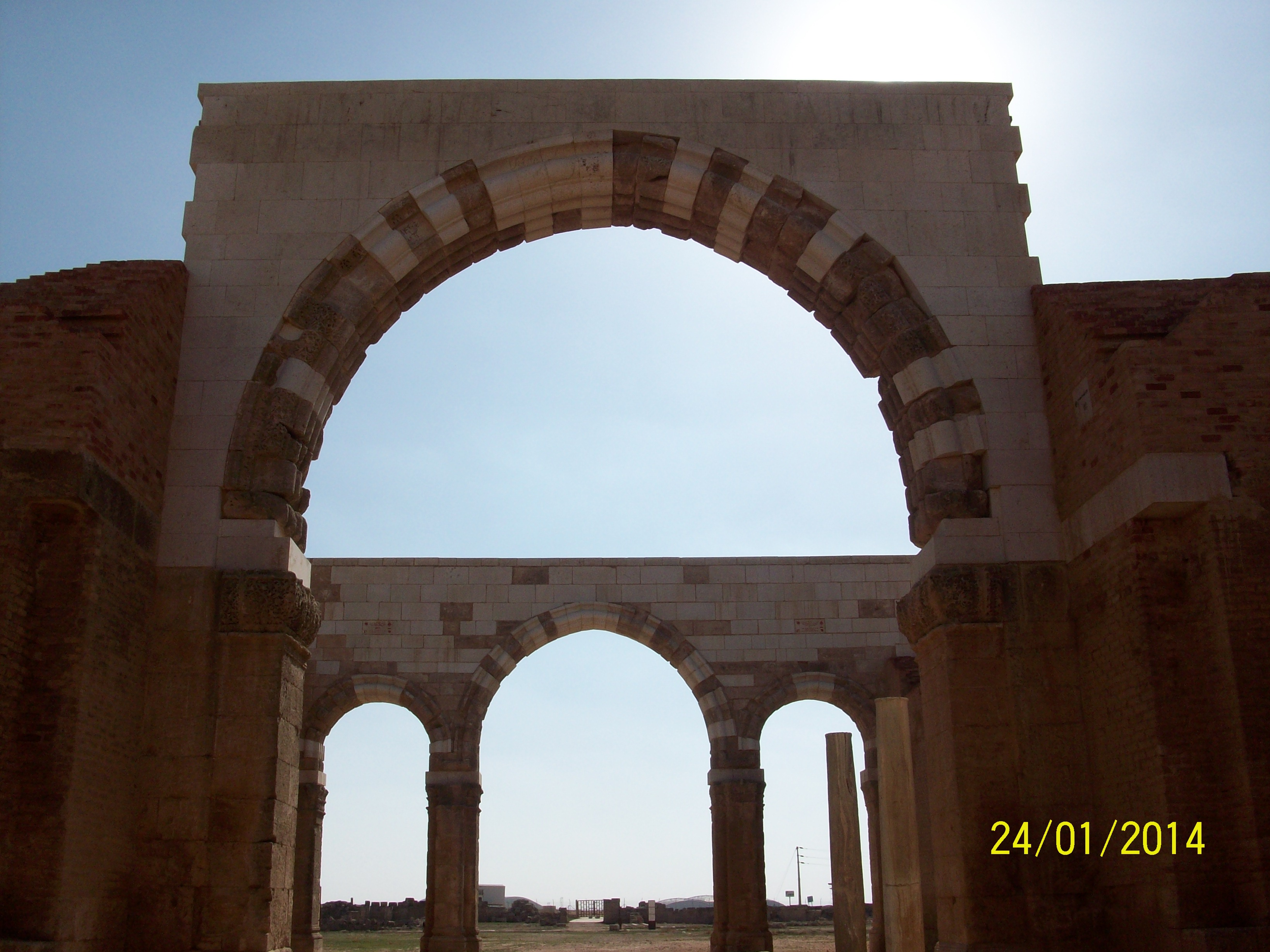
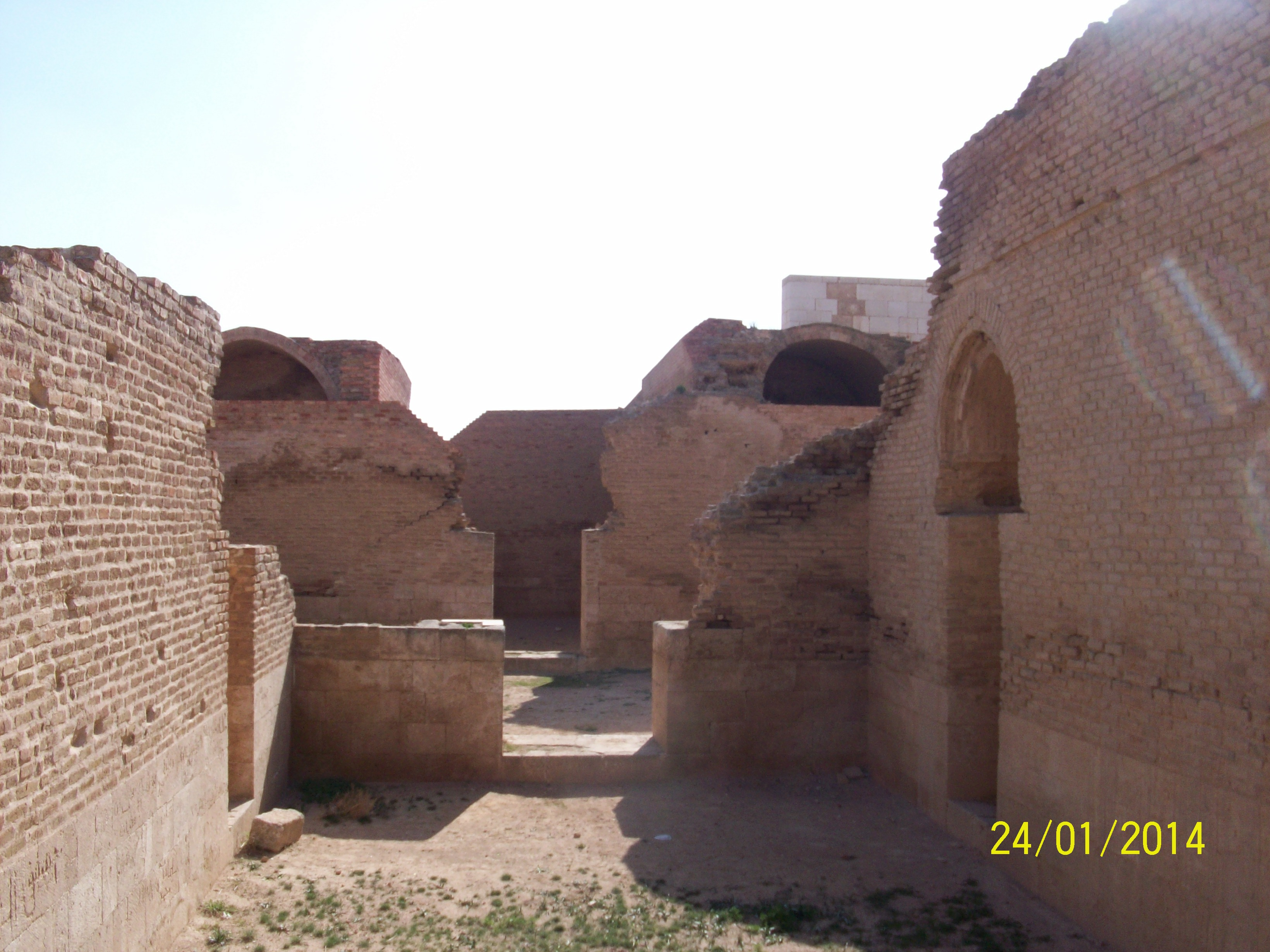
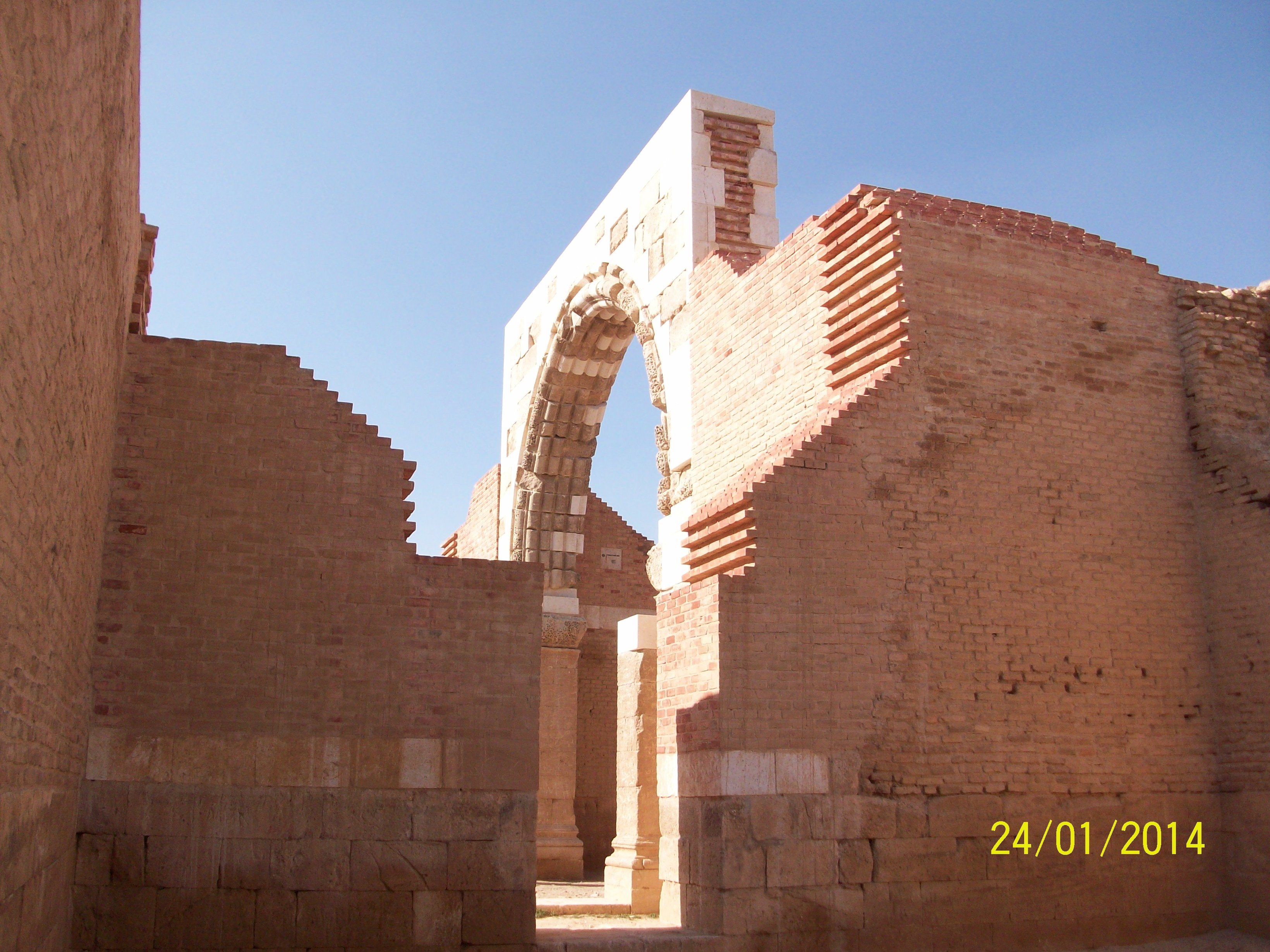
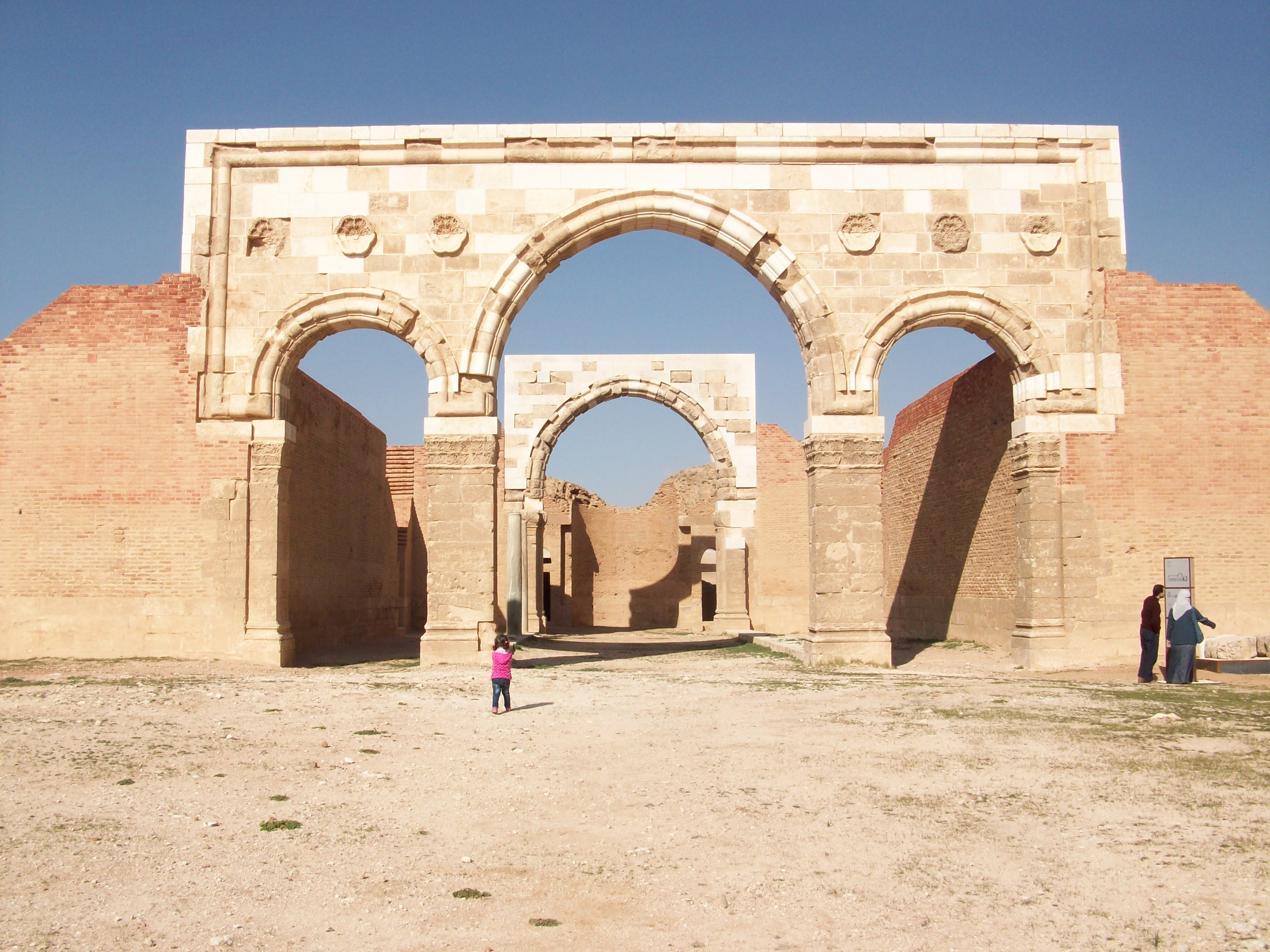
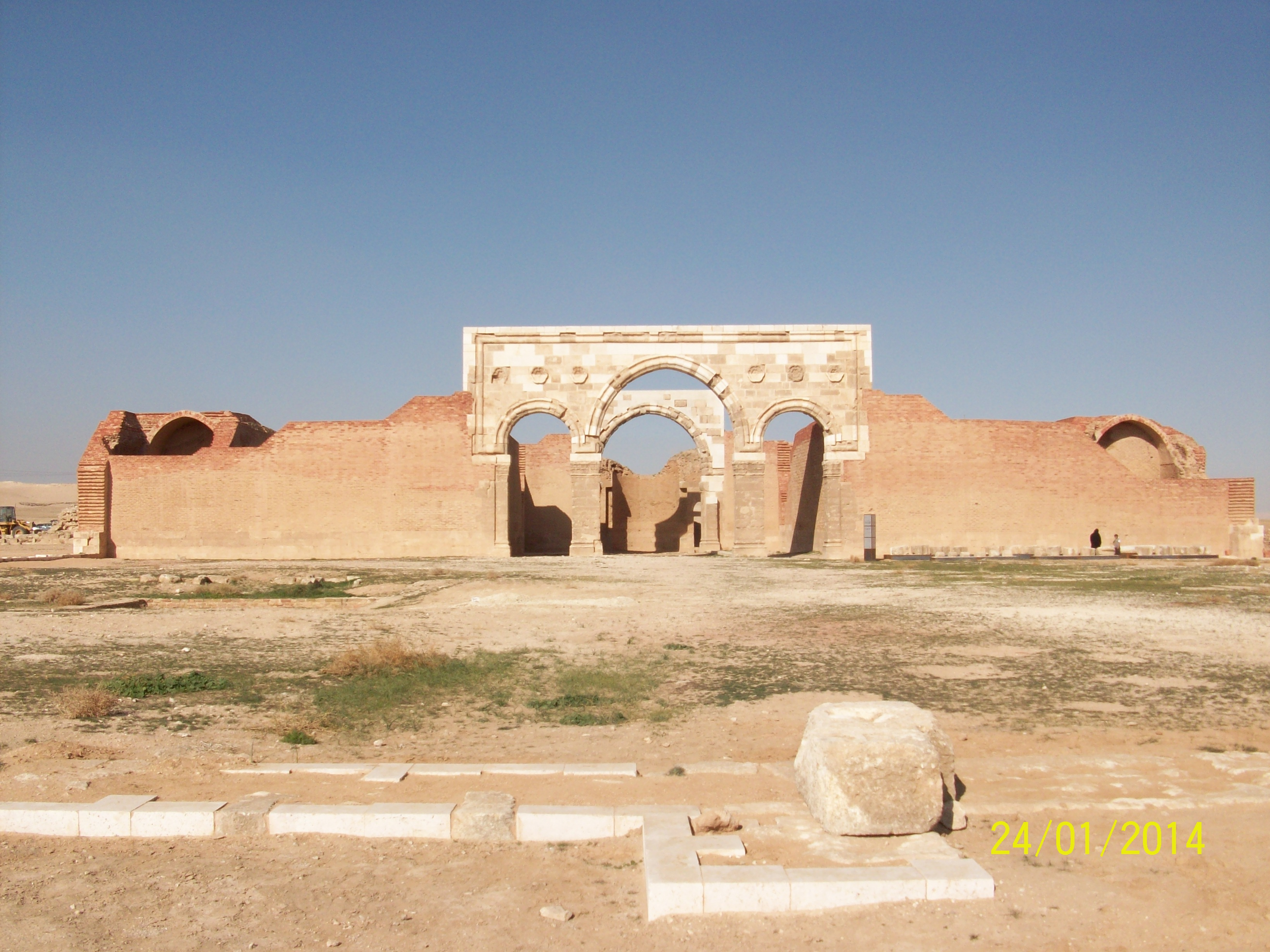
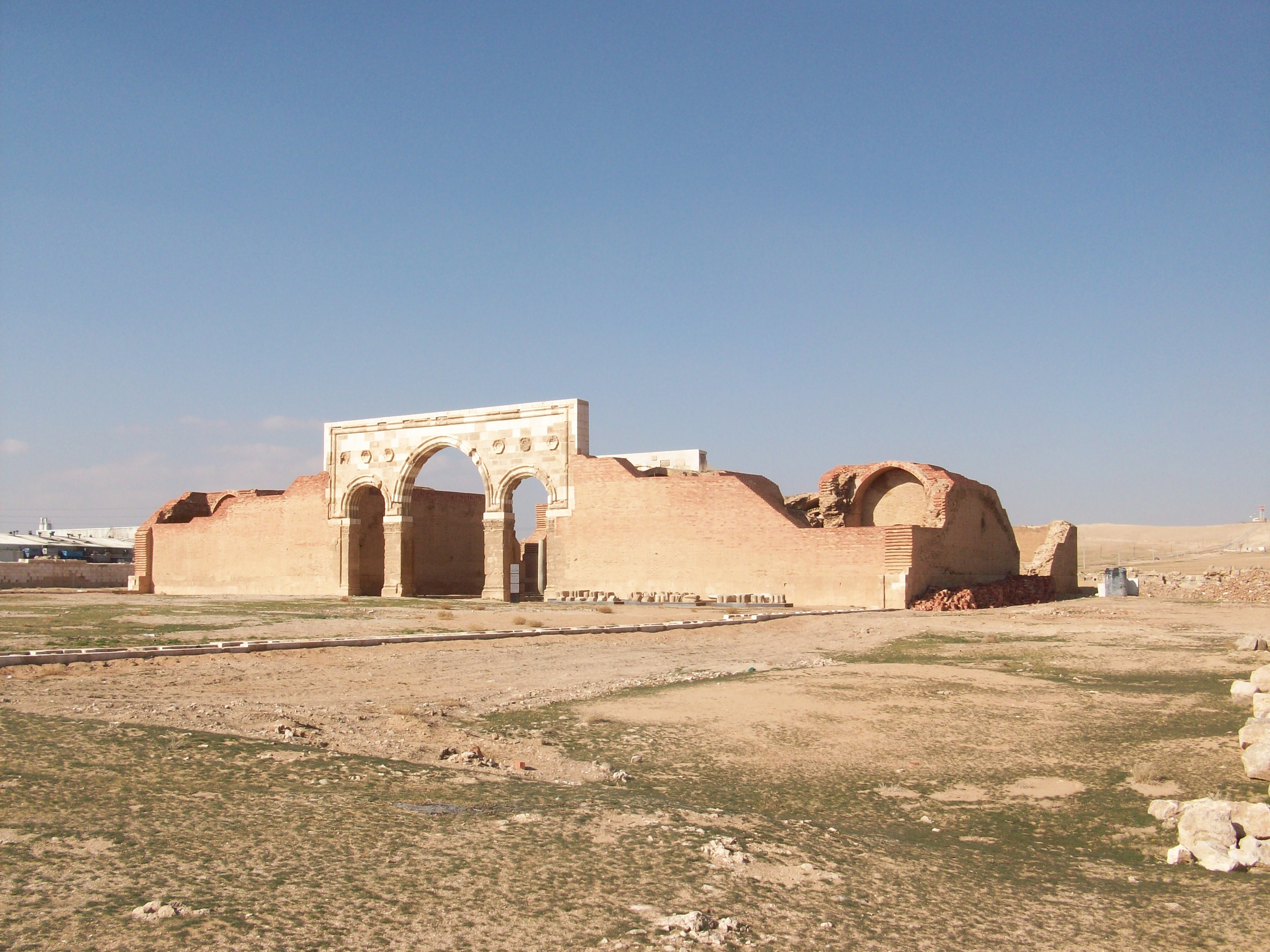
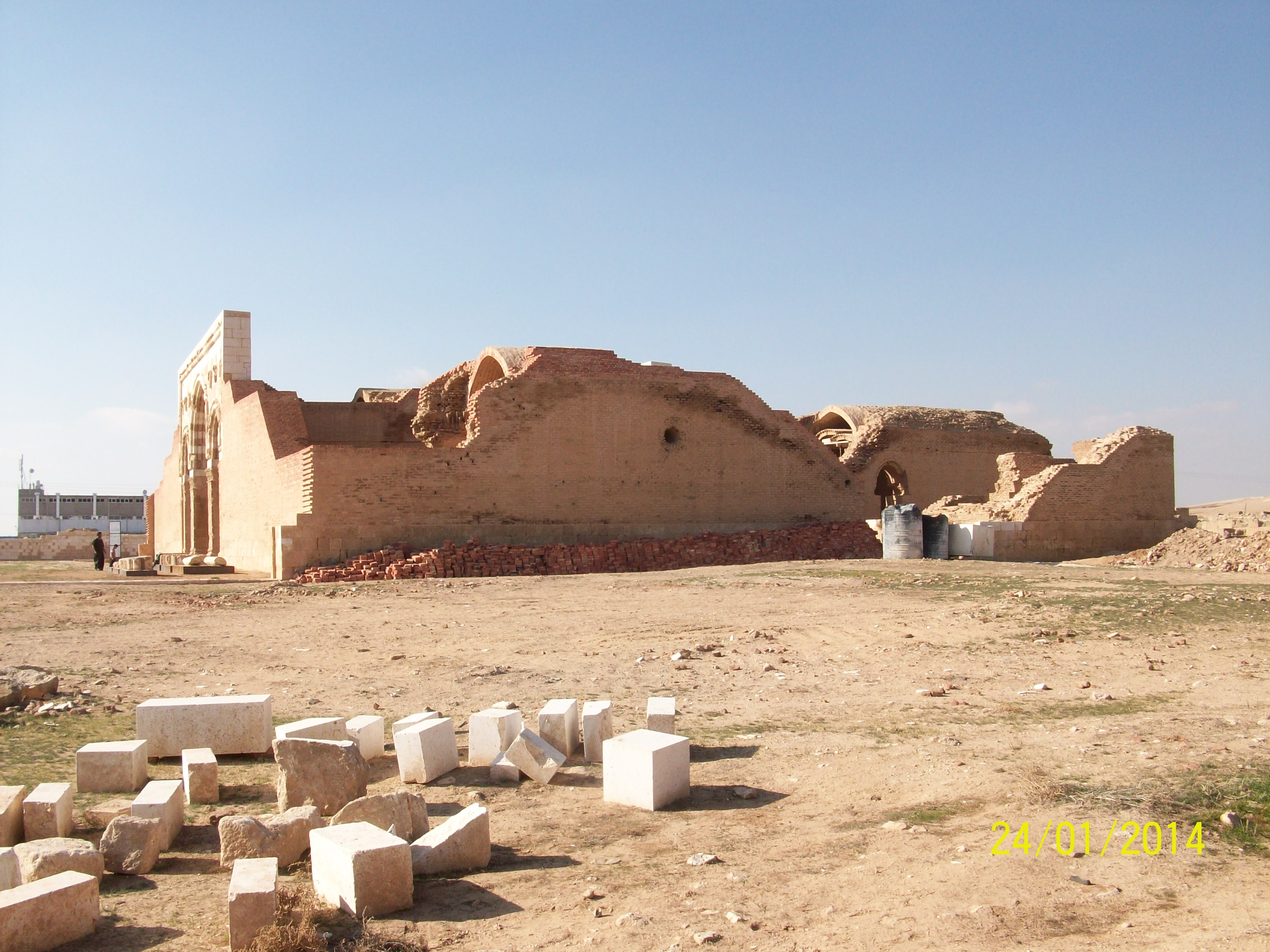
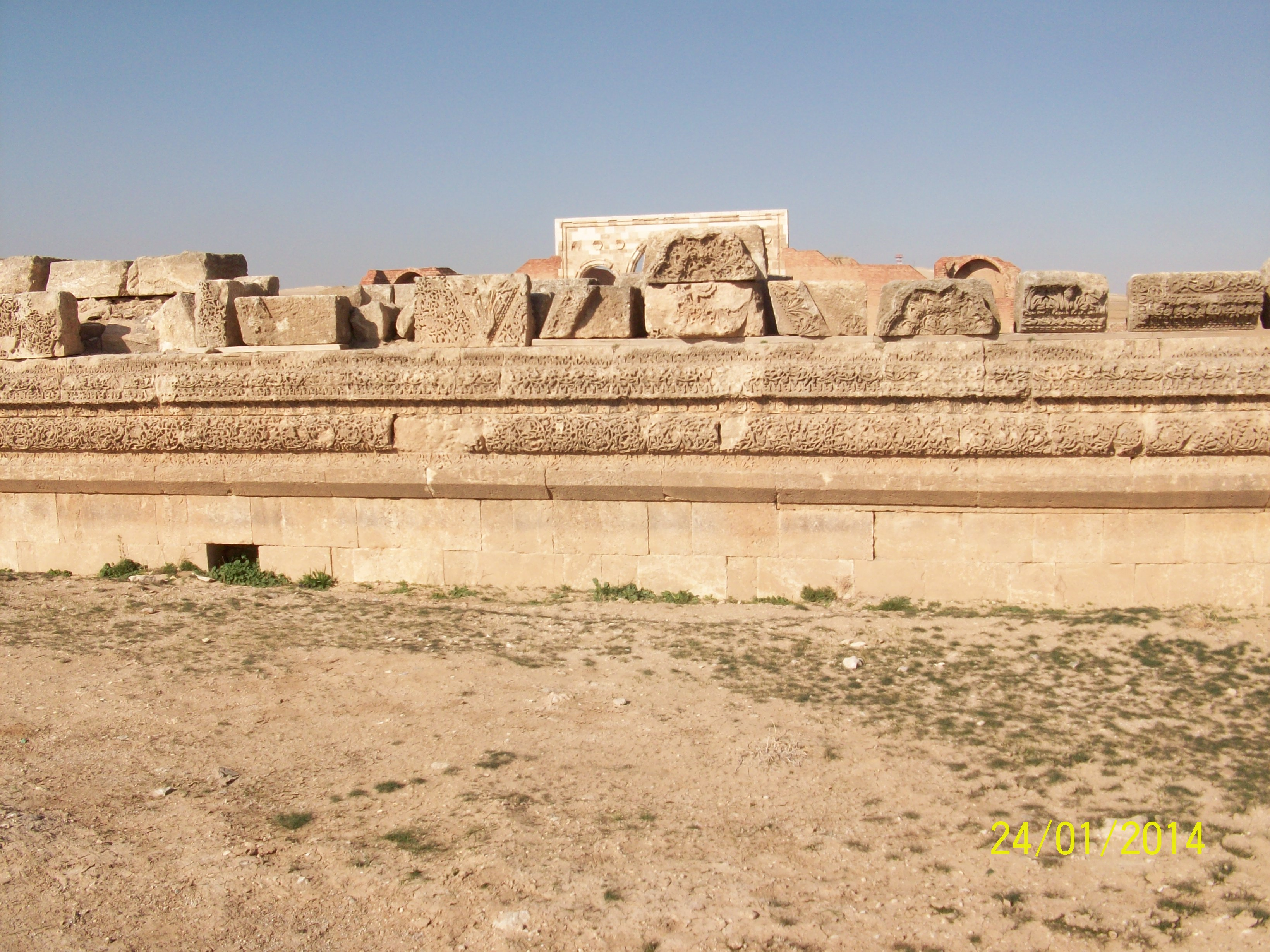
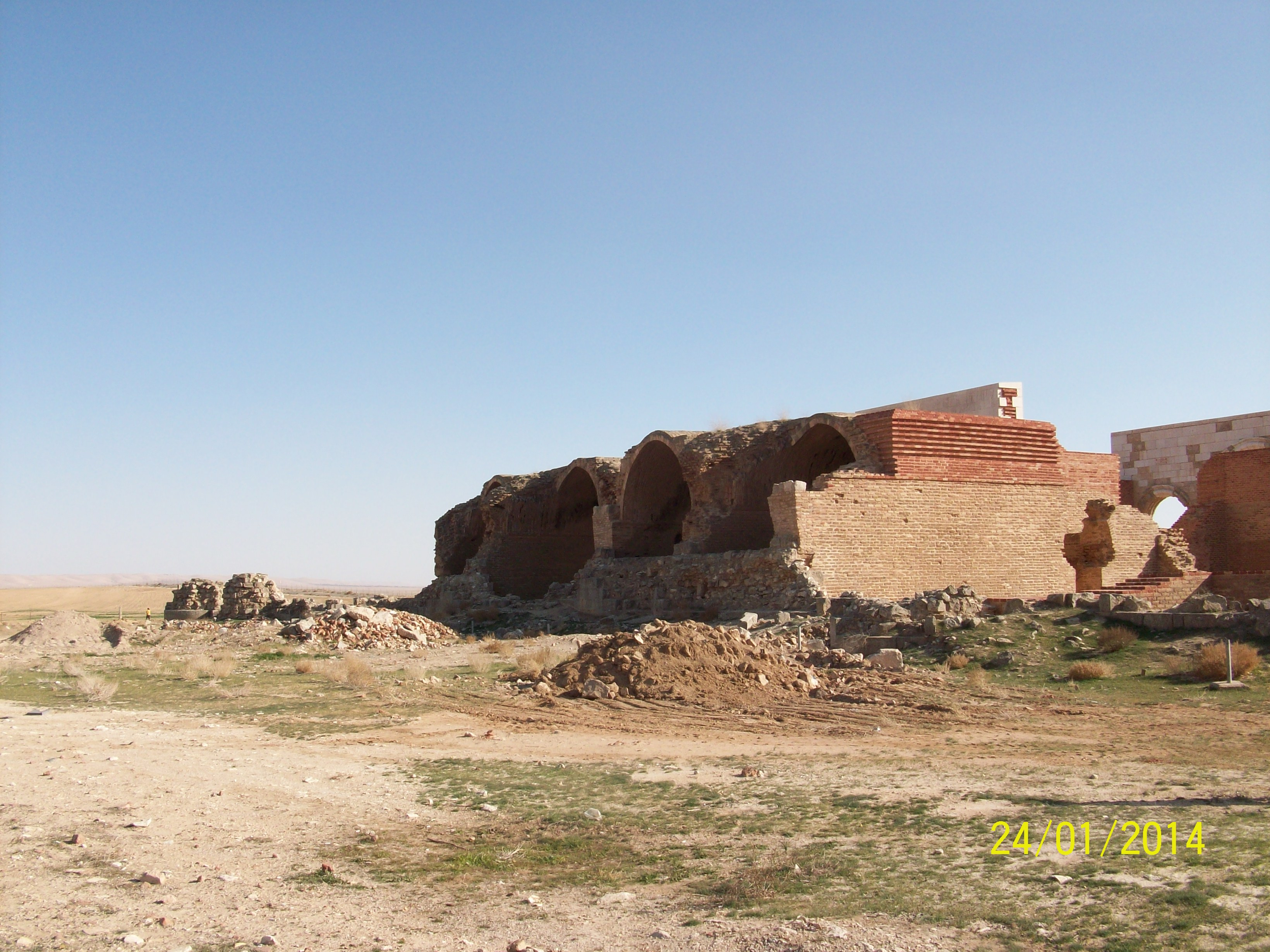
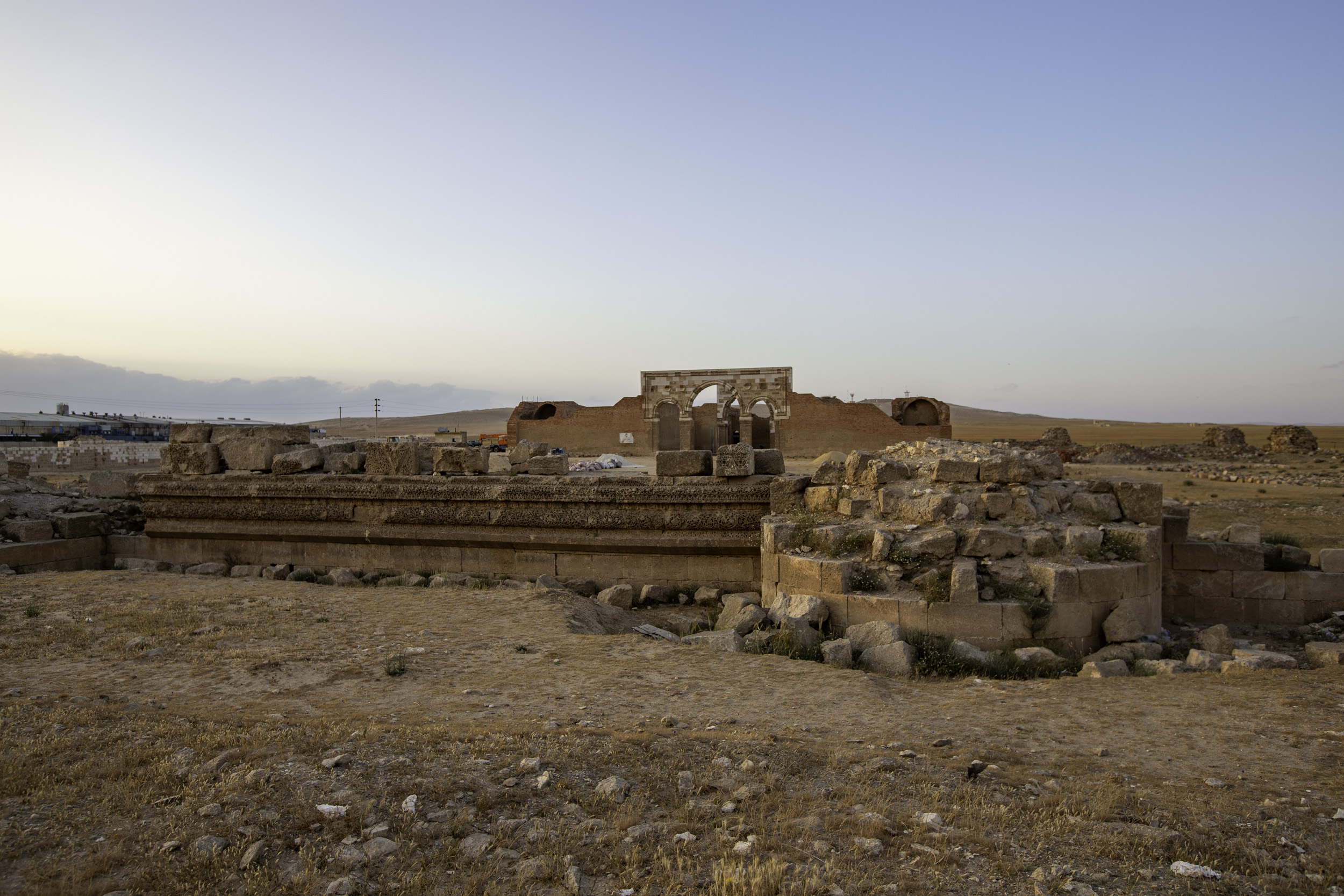
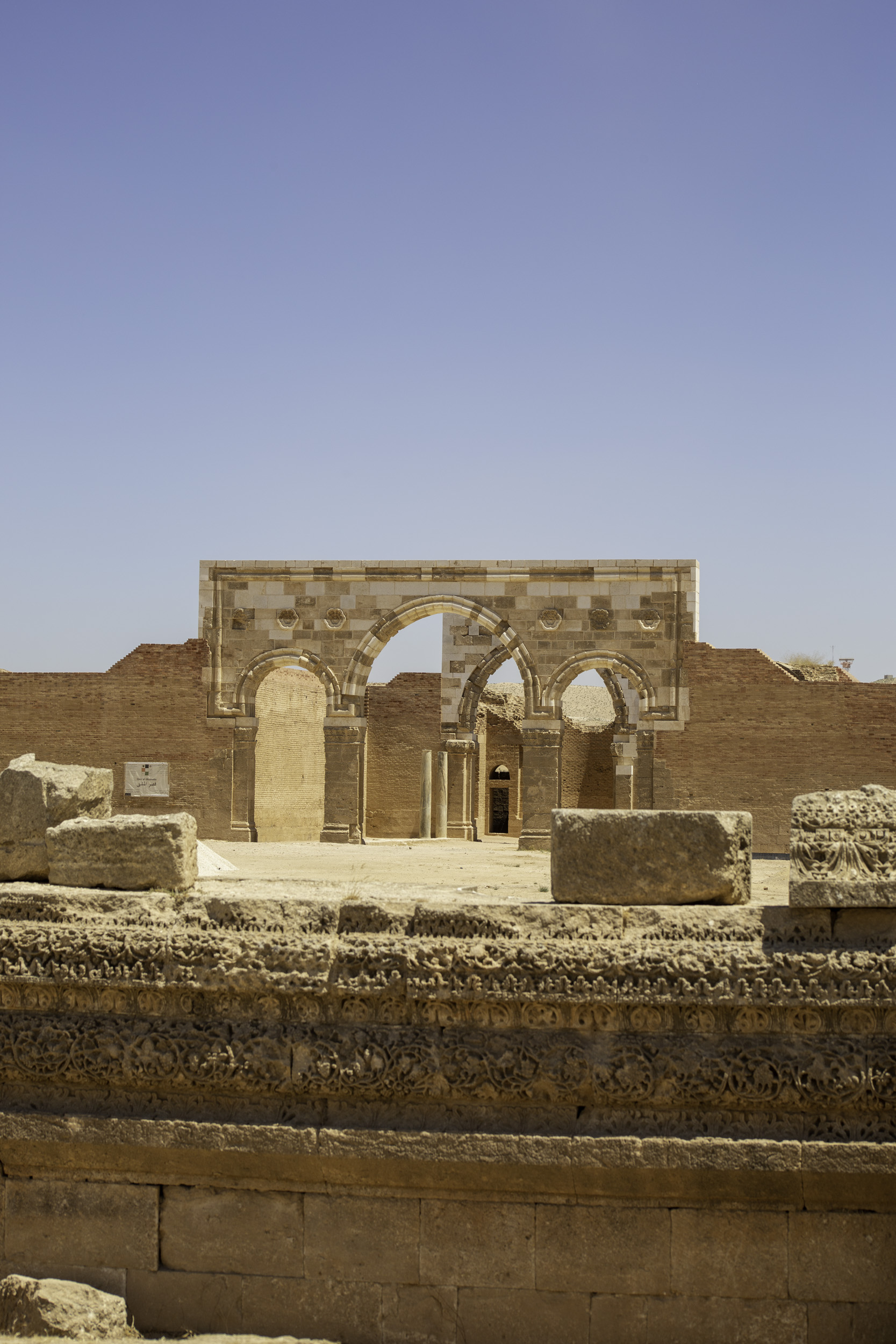